# 1984 en fantasy
| Années de la fantasy : 1981 - 1982 - 1983 - 1984 - 1985 - 1986 - 1987    |
| Décennies de la fantasy : 1950 - 1960 - 1970 - 1980 - 1990 - 2000 - 2010 |

L'année 1984 a été marquée, en matière de fantasy, par les événements suivants.

## Romans - Recueils de nouvelles ou anthologies - Nouvelles
- Job : Une comédie de justice (Job, a Comedy of Justice), roman de Robert A. Heinlein

- La Forêt des Mythimages ou La Forêt des Mythagos (Mythago Wood), roman de Robert Holdstock
- La Tapisserie de Fionavar : L'Arbre de l'été (The Fionavar Tapestry: The Summer Tree), premier volume de la trilogie par Guy Gavriel Kay
- Le Livre des contes perdus (The Book of Lost Tales), deuxième volume par J. R. R. Tolkien
- Le Talisman (The Talisman), roman de Stephen King et Peter Straub
- Les Yeux du dragon (The Eyes of the Dragon), roman de Stephen King

## Films ou téléfilms
- L'Épée du vaillant (Sword of the Valiant: The Legend of Sir Gawain and the Green Knight) réalisé par Stephen Weeks

## Sorties vidéoludiques
- Jorune (Skyrealms of Jorune), jeu de rôle